# Josep Cardona i Furró

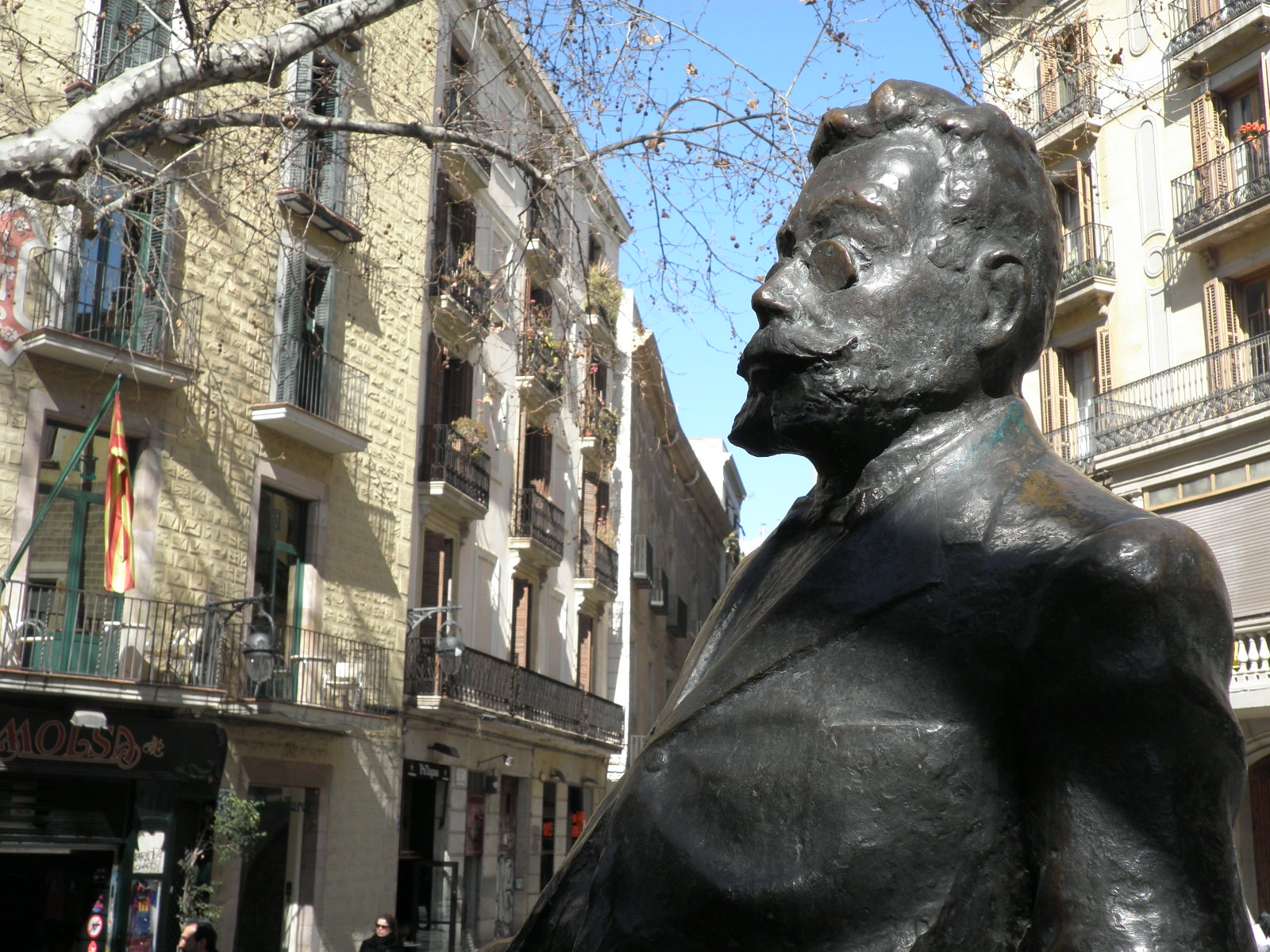
A Àngel Guimerà, a la plaça de Sant Josep Oriol de Barcelona

Josep Cardona i Furró (Barcelona, 30 de juliol de 1878 - Moià, 23 d'octubre de 1922) fou un escultor català deixeble de l'escultor Manel Fuxà i Leal, estudià pintura, escultura i gravat a l'escola de Belles Arts de la Llotja, on coincidí amb Pablo Picasso -que el retratà més d'un cop- i compartiren taller al carrer Escudellers Blancs de Barcelona. Fou soci del Cercle Artístic de Sant Lluc, almenys des de 1897, i del Reial Cercle Artístic de Barcelona. Va realitzar estades a París, centre artístic del moment que va esdevenir visita obligada per conèixer la modernitat imperant. També va treballar a l’Argentina, on realitzà estàtues monumentals, i a Madrid.
Era fill de Josep Cardona i Baldrich natural de El Pont d'Armentera i de Llúcia Furró Verdem natural de Manlleu.(+1886).
Bé que va fer temes de gitanes, la seva gran aportació varen ser retrats de cos sencer i petit format de personatges, executats amb una vibració impressionista, possiblement influïda per Pavel Trubetskoy, escultor italià d'origen rus seguidor de Rodin. Va fer-ne una exposició monogràfica el maig-juny de 1909 a la sala Fayans Català de Barcelona.
Entre els personatges que retratà hi ha Àngel Guimerà -molts anys després l'estatueta fou ampliada per Josep Maria Codina Corona i esdevingué el monument que Barcelona té dedicat al dramaturg-, el Comte de Güell, Eliseu Meifrèn, Josep Pin i Soler, Ramon Picó i Campamar, Enric Morera o Josep Bertran i Musitu.

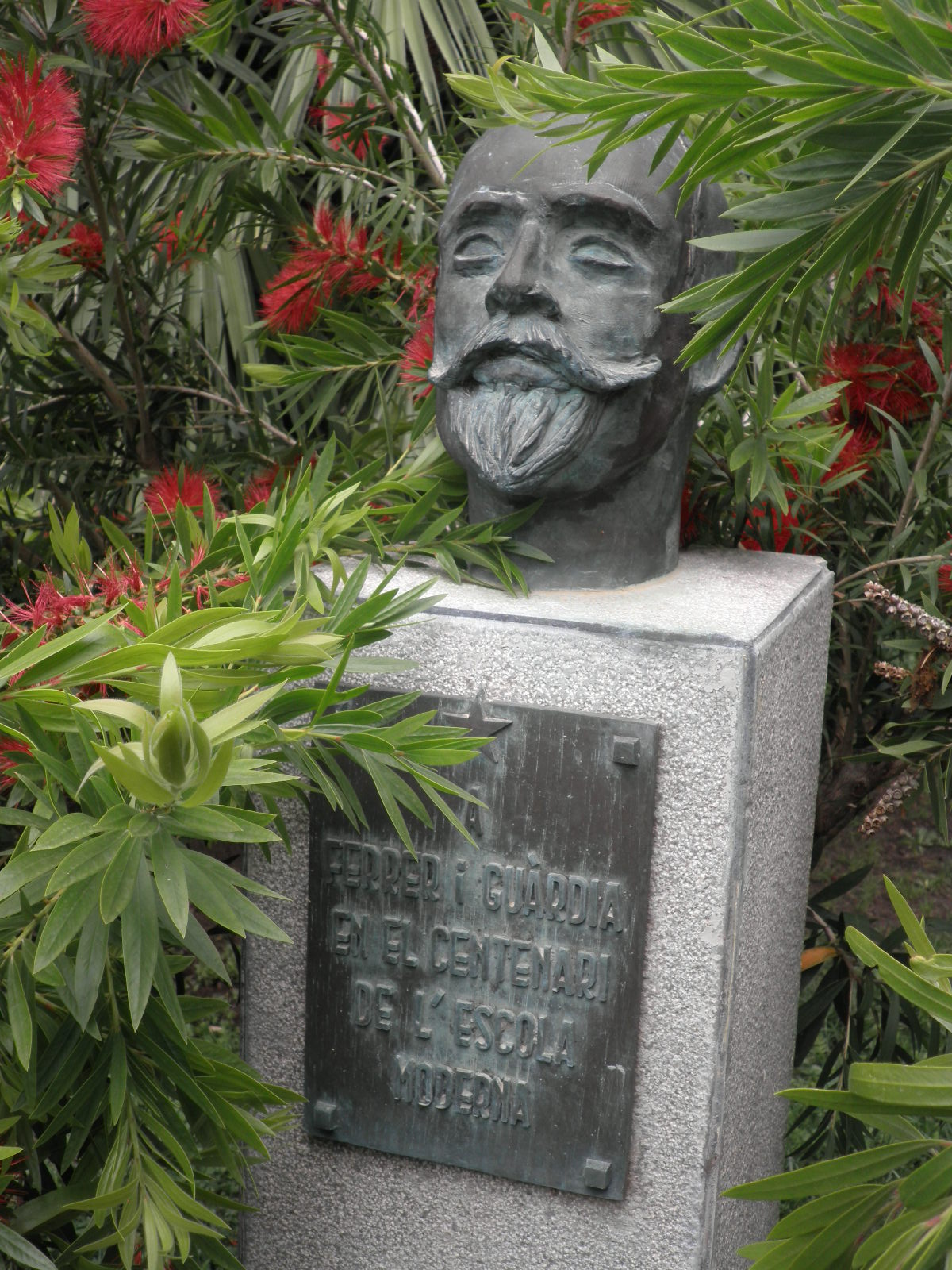
A Ferrer i Guàrdia, al recinte Mundet de Barcelona

Els retrats de Josep Cardona, són de gust impressionista, quasi improvisat, amb unes línies fugaces, senzilles però no mancades d'elegància, que plasmen a la perfecció els trets del personatge, conservant el seu aire peculiar, la seva personalitat. La seva obra, en tractar-se en gran part d'escultures en petit format, fa que moltes d'elles es trobin en col·leccions particulars o simplement en el domicili d’algun descendent de la persona que la va encarregar, com va ser el cas del bust a Ferrer i Guàrdia, que el conservava una família de Calafell, com a herència d'un avantpassat mestre, de la que la que se'n va fer una còpia el 2002, que es va col·locar al recinte Mundet de Barcelona.
A la Fundació Rafael Masó de Girona es pot contemplar l'escultura La dida datada entorn del 1915.
El 1923 als magatzems El Siglo de Barcelona li fou dedicada una exposició pòstuma d'homenatge.